# Pizzo Primara
Pizzo Primara (o Il Pizzo) è un sito archeologico medievale situato nel comune di Mazzano Romano.

## Descrizione del sito
Il sito si trova a est di Monte Cinghiale, sulla sommità di una piccola collina allungata delimitata da un gradone. Alcuni tratti di un muro di cinta in grandi blocchi di tufo privi di malta sono visibili sul gradone, in particolare nella parte est. Sul lato nord, dove probabilmente era la porta di accesso, in passato sono state notate le fondazioni di una piccola torre rettangolare (3.40 x 2.60 metri).

In un punto, un muro in opera reticolata, associato a una cisterna a cunicoli, è coperto dal muro di cinta dell'insediamento medievale.

Di epoca medievale sono alcune grotte intorno alle mura, almeno quattro sul lato est e due su quello ovest. La boscaglia non permette di vedere resti di costruzioni sulla collina, ma nella parte meridionale sono visibili resti di una decina di tombe a fossa con incasso per il coperchio, portate alla luce da estesi scavi illeciti (forse in corrispondenza di una chiesa). Alcuni tagli e incassi sono sulla sommità. Tra i reperti si ricorda la presenza di ceramica a vetrina sparsa, con decorazione a pettine, invetriata e di maiolica, che indicano insediamenti tra il IX e il XVII secolo.

A sud-est della collina sono visibili profonde vie cave, di cui una scende al fosso di Canterano. Da questo lato la presenza di alcuni muri sulla sommità dei tagli potrebbe suggerire la presenza di una porta di accesso al sito.

## Mulini nelle vicinanze del sito
Al di là del fosso, percorrendo la strada bianca che va verso Magliano, si raggiungono i ruderi della Mola di Magliano (che è indicata nel Catasto Gregoriano). Sono visibili i resti dell’edificio, un ambiente ipogeo, vasche e i muri della chiusa attraversati da suggestive cascate. Resti di un’altra mola, con muri, ambienti ipogei e cunicoli di drenaggio si trovano non distante dalla confluenza dei fossi a circa 300 metri nord-est dal Pizzo.

## Visita
Pizzo Primara si trova in terreno privato accessibile. Non è servito da alcun sentiero ufficiale ma è facilmente raggiungibile da Monte Gelato.

Dal Pizzo si raggiunge la Mola di Magliano, che è immersa nella vegetazione.